# Jose Dalman
Jose Dalman (Bayan ng Jose Dalman) är en kommun i Filippinerna. Kommunen ligger på ön Mindanao, och tillhör provinsen Zamboanga del Norte. Folkmängden uppgår till 23 322 invånare.

## Barangayer
Jose Dalman är indelat i 18 barangayer.
| - Balatakan - Bitoon - Dinasan - Ilihan - Labakid - Lipay - Litalip - Lopero - Lumanping | - Madalag - Manawan - Marupay - Poblacion (Ponot) - Sigamok - Siparok - Tabon - Tamarok - Tamil |